# Boruń
Boruń – wieś w Polsce położona w województwie lubelskim, w powiecie krasnostawskim, w gminie Siennica Różana, przy drodze wojewódzkiej nr 843.
W latach 1975–1998 miejscowość administracyjnie należała do województwa chełmskiego.
Wieś stanowi sołectwo gminy Siennica Różana. Według Narodowego Spisu Powszechnego (III 2011 r.) wieś liczyła 260 mieszkańców.
Wierni Kościoła rzymskokatolickiego należą do parafii Wniebowzięcia Najświętszej Maryi Panny w Siennicy Różanej.